# Авион хелиос
Авион хелиос (енгл. Helios) је изведен као прототип летелице без пилота, са соларним погоном. Представља истраживачко-развојни програм америчке институције NASA, у оквиру истраживања животне средине и телекомуникација. Пре њега су развијени Патфиндер (енгл. Pathfinder), Патфиндер–плус и Центурион (енгл. Centurion).
Развој соларних ћелија је дуго трајао, са строгим захтевом, реализације лета у трајању од неколико месеци, на великим висинама. Циљ је да се развије беспилотна летелица, са сензорима за дуготрајна мерења у атмосфери, истраживања животне средине, а истовремено и испитивање могућности да летелица служи и као платформа за комуникације. Практично, летелица има улогу „атмосферског сателита“. На прототипу Хелиоса су отпочела испитивања у лету, крајем 1999. године. У току тих испитивања, Хелиос је оборио светске рекорде у постизању висине од 29.524 m и у трајању лета од 40 минута на висини изнад 29.268 m.
Прототип Хелиоса HP03 је уништен у хаварији, 26. јуна 2003. године, изнад Тихог океана.
Коначни циљ је развој летелице за научно–истраживачку, комерцијалну и војну намену, са могућношћу крстарења с малом брзином, на великим висинама (на граници атмосфере), са трајањем непрекидног лета око пола године, без буке и са погоном помоћу сунчеве енергије.

## Патфиндер
У Сједињеним Америчким Државама, у Аеро Виронменту (енгл. AeroVironment), крајем седамдесетих година 20. века, покренут је развој соларног погона авиона. Концепција авиона је била танко „летеће крило“, названо Танки пингвин (енгл. Gossamer Penguin). У томе циклусу развоја су реализоване четири генерације беспилотних летелица. Захтеване основне карактеристике летелице су дуго време лета (велика аутономија), на великим висинама (велики плафон) и погон на бази соларне енергије. Прва летелица, у томе циклусу, је била Патфиндер. Постоји и предисторија, пре циклуса овога програма. Раније је покушавано са реализацијом „атмосферског сателита“, са класичним погоном.

### Развој
Америчка Влада је 1983. године почела тајно да финансира Аеро Виронмент за истраживање и развој соларног авиона, способног да лети на великим висинама, у атмосферском простору као сателит (Атмосферски сателит).
Први прототип је полетео у јуну 1983. године. Исте године је направио девет летова, у Невади. Са летелицом је управљано помоћу радио-сигнала (радио везе). За погон су коришћени електро акумулатори (батерије), пошто тај авион није био опремљен соларним ћелијама. Задатак је био да се на овај начин аеродинамика летелице потпуно провери и потврди, укључујући стабилност и управљивост. Са друге стране је испитивање показало, да се не може успешно реализовати „атмосферски сателит“, са погоном помоћу акумулаторских батерија. Из тих разлога је одлучено да се летелица ускладишти и привремено је прекинуто њено даље коришћење. После десет година проведених у складишту, летелица је реактивирана 1993. године. На летелицу су тада постављени мали соларни панели. У комбинацији соларне енергије и струје из батерија, реализовано је пет летова, крајем 1993. и почетком 1994. године.
У току 1994. године је програм Патфиндер пребачен у домен одговорности институције NASA и он је од тада буквално постао претходница будућим соларним авионима за велике висине и аутономије лета, са научно–истраживачком наменом.
Патхфиндер је, 21. октобра 1995. године, физички оштећен у хангару, али је касније поправљен.

### Опис
Патфиндер је лака летелица са аеродинамичком концепцијом летећег крила, са погоном помоћу соларне енергије и са даљинским управљањем. Намена и сврха овог развоја је провера могућности коришћења соларне енергије за непрекидни погон летелице у трајању од неколико месеци, на великој висини лета. Назив Патфиндер означава намену претходника, у низу развоја авиона са соларним погоном, који ће моћи да остану у ваздуху више недеља и месеци у научно–истраживачкој мисији, узимања узорака и мерења.
Горњу површину крила прекривају соларни панели, који у току ведрог сунчаног летњег дана обезбеђују снагу и до 8.000 W. Ово напаја шест електромотора за погон авиона, као и његову електронику, комуникациону опрему, као и друге системе. Патфиндер је имао и резервни систем напајања преко батерија, са којима може да обезбеди лет за два до пет часова, у току мрака. Брзина лета му је 24 km/h. Са малим крилцима, на излазној ивици крила, се управља по висини и око уздужне осе (ваљање), а скретање са диференцијалним радом електромотора, распоређеним дуж размаха крила. Носеће структуре Патфиндер и Патфиндер-плус су израђене од композита, а испуне су направљене од вештачке пене. Геометријске и друге карактеристике су дате у доњој, збирној табели.

### Истраживање и мерење
Главна истраживачка активност са Патхфиндером је била регистровање оштећења и промена животне средине након ургана Иники 1992. Посебно је фокусирано регистровање концетрације алги у приобалним водама и процена стања коралних гребена. У истраживања су били укључени истраживачки центар НАСА, Универзитет на Хавајима и Универзитет Калифорније. У лету са Патхфиндером су испитана и два научно–истраживачка уређаја, дигитални скенер високе спектралне резолуције и камера високе резолуције за пренос тродимензионалне слике. Ови наменски летови су вршени у 1997. години, на висини од 6.705 m и на 14.935 m.

## Патфиндер–плус
Током 1998. године Патфиндер је трансформисан у Патфиндер–плус, са додавањем централног сегмента крила, распона од 13,4 m. Тај додатни сегмент крила је истог аеропрофила, тако да касније прати формирање конфигурација Центурион и Хелиос. Допунски централни сегмент је повећао и расположиву површину за постављање соларних плоча, те се повећала могућност претварања сунчеве енергије у већу електричну, за око 14%, у односу на претходни Патфиндер. На овај начин је повећана снага напајања, са 7.500 на 12.500 W. Број погонских мотора је повећан, са 6 на 8. Интегрисане су исто две гондоле, али на већем међусобном растојању. Пошто су на њима уграђени стајни органи, олакшано је одржавање правца путање, у полетању и слетању. У гондоле је уграђена и остала потребна опрема.
Патфиндер–плус је свој развој оправдао 6. августа 1998. године, постигао је висину лета од 24.445 m, што је рекорд за соларни погон, са елисама.
Полетање и лет авиона Патфиндер–плус је приказан на видео филму.

### Испитивање у улози „Атмосферког сателита“
Патфиндер–плус је добио улогу да се испита као платформа релејних уређаја за комерцијалне комуникације, што је и отпочето у јулу 2002. године. NASA, у сарадњи са Јапанским Министарством за телекомуникације, су отпочели да испитују концепт „атмосферског сателита“, са авионом са соларним погоном Патфиндер–плус. Успели су са висине од 19.812 m да преносе ХДТВ сигнале (дигитални ТВ сигнал), као и ИМТ 2000 бежичне комуникацијоне сигнале (трећа генерација мобилне телефоније), преко релејног торња високог 19,3 km, који је представљао авион Патфиндер–плус. За овај пренос сигнала, коришћена је снага од свега 1W, то је десет пута мање од потребе за пренос истог сигнала преко земаљског торња. Добијен је високи квалитет преноса ТВ слике и мобилне телефоније. То је потврдило техничку и економску оправданост система „атмосферског сателита“, како за комерцијалне тако и за одбрандбене комуникационе сврхе. Овај систем је показао више предности над стационарним земаљским торњевима и васионским сателитима. Посебна му је предност велики угао, са велике висине, са малом (занемарљивом) угаоном брзином кретања, што је погодност за добар пренос сигнала на терену заклоњеним са планинама, брдима и високим објектима.

## Центурион
Центурион је авион треће генерације, у низу развоја летелица са погоном са соларном енергијом, под окриљем институције NASA. Полетио је први пут 10. новембра 1998. године, лет је трајао 1 час и 24 минута. Укупна маса Центуриона, за време тога лета, је била 628,2 kg, од чега је 68 kg била маса тега, са којим је симулиран планирани користан терет. Тај први лет је потпуно успео, а други је изведен јавно у присуству медија и званица, 19. новембра. Овај лет је трајао 1 час и 29 минута. Трећи лет је био и последњи у низу, на малим висинама и то 3. децембра исте године. Овај лет је обављен са максималном масом од 819,2 kg, те су му испитане летне могућности с тим оптерећењем, у укупном трајању од 30 минута. Лет је скраћен због измењених метеоролошких услова. Сви ови летови су реализовани са погоном преко напајања са батеријама. Била им је намена за верификацију концепције, конкретне конфигурације, квалитета управљања, стабилности, перформанси и издржљивости структуре. На основу добијених позитивних резултата, NASA је одлучила да иде на следећу фазу развоја, то јест да ову летелицу транцформише у прототип Хелиоса. Ове активности, даљег развоја су отпочеле у јануару 1999. године.

### Опис
Пројекат Центуриона је произашао из Патфиндера, повећан је размах крила, па и његова површина. Структура је појачана. Димензионисана је за већи терет, додато је 272,2 kg, масе. Број мотора је повећан са 8 на 14. Интегрисано је 4 гондоле, оспособљене за смештај опреме, терета и стајних органа.

## ПрототипХелиоса
Прототип Хелиоса је настао на основу Центуриона, са додавањем шестог сегмента крила, размаха 12,5 m и пете помоћне гондоле. На тај начин је добијена четврта конфигурација, у низу генерација соларних беспилотних авиона. На додатом сегменту крила, такође су постављене соларне плоче, са чиме је повећана укупна снага погона. Задатак је био да се оствари могућност летења на висинама близу 30.000 m, у укупном трајању око 24 сата, стим да изнад висине од 15.000 m лет траје више од 14 сати. За те задатке, прототип Хелиоса се може конфигурисати у две варијанте. Прва конфигурација је HP01. Намењена је за постизање велике висине лета (плафона) и код ње је енергетско напајање са соларном енергијом и електро батеријама. Друга конфигурација, HP03, је оптимизирана за дуготрајан лет. Користи соларну енергију, батерије и систем горивних ћелија за напајање, у току лета у ноћним условима. У конфигурацији HP03 је смањен број мотора, са 14 на 10.
Први лет прототипа HP01 је био 8. септембра 1999. године. Верификациони и опитни летови Хелиоса су реализовани крајем исте године, са напајањем само из батерија, у функцији испитивања аеродинамике, стабилности и управљивости. Остале функције и задаци Хелиоса су реализовани постепено, сагласно ваздухопловним прописима и искуству.

### Опис
Хелиос је аеродинамички конципиран, као летеће крило велике виткости (велика финеса), за временски дуг лет на великим висинама. Соларна енергија му је основ за погон за велику аутономију лета, без загађивања атмосфере. Са захтевима је постављен циљ, да се оствари дуго трајање лета и крстарење на великим висинама и да летелица буде поуздана платформа сложеним сензорима и системима. Хелиос је значајан као технолошко решење, а првенствено као остварени искорак у коришћењу алтернативне енергије, са чиме је добијен први реалан еколошки авион у ваздухопловству. Његова планирана намена је веома значајна за науку и за очување животне средине. Реализован је као Ултралаки авион у конфигурацији правоугаоног летећег крила, са оствареним већим размахом и од авиона Боинг 747. Дужина тетиве је 2,4 m, a релативна дебљина аеропрофила је 12% (однос апсолутне дебљине са дужином тетиве). Прототип HP01 је намењен за постизање великих висина лета, а HP03 је оптимизиран за дуго летење, односно велику аутономију лета. Планирано је да се до 2012. године постигне аутономија лета, у дужини трајања и до 6 месеци. Лет Хелиоса је тих са релативно малом брзином, полетање и слетање му је у нивоу брзине бицикла.
Хелиоса HP01 погоне 14, а HP03 10 електромотора, са вентилаторским елисама од композита. Хелиос је летеће крило састављено из 6 сегмената, са укупним размахом од 75,3 m. Струкура сегмената је грађена од ребара, истог аеропрофила, распоређених у низу на истом растојању дуж рамењаче кружног пресека. Спољни, терминезонски сегменти крила су постављени, у односу на суседне, под углом диједра од 10 степени, због обезбеђења попречне стабилности у лету. Рамењача и ребра су израђени од композита (угљенична влакна). Оплата (кора) крила је провидна и од пластичне је фолије. Доњи и горњи део зида цевасте рамењаче, су веће дебљине, због потребе за повећаном отпорношћу на савијање (повећава отпорни момент). Зидови рамењаче су појачани и са кевларом. Нападна и излазна ивица крила су израђене и обликоване од стиропора. Пресвучене су са пластичном провидном фолијом, интегрално са целом горњом и доњом површином крила. Специфично оптерећење крила је 3,95kg/m², за случај лета при бруто тежини од 726kg.
Хелиос, у конфигурацији HP01, поседује 5 капљастих гондола, подкачених испод крила, дуж његовог размаха. Код конфигурације HP03, уместо средње је постављена већа гондола, у којој су смештене горивне ћелије и остали део система за допунску енергију, у ноћним условима лета. У обе конфигурације, у мањим гондолама, је смештена опрема, а на свима су уграђена по два точка, један иза другог као код бицикла. Ови точкови су на кратким носачима, те мало штрче изван контуре гондола, не увлаче се у току лета и служе као стајни органи.
Управљање Хелиосом је поједностављено преко покретне површине на крајевима крила (крилаца) и помоћу диференцијалног рада мотора, распоређених дуж размаха крила. Са крилцима се преко асиметрије узгона крила ствара обртни момент око уздужне осе и изазива ваљање. Скретање се остварује са диференцијалним радом мотора постављених на крајевима крила, са чиме се добија момент скретања. Управљање са пењањем и спуштањем Хелиоса се постиже са избором укључивања броја мотора (подешавањем интензитета вучне силе). Када раде сви мотори Хелиос пење према своме плафону, са искључивањем одређеног броја мотора, у централном делу крила, подешава се хоризонтални лет, а са допунским искључењем се подешава спуштање, односно понирање. Ови ефекти су обухваћени са софтвером у рачунару команди лета. Са Хелиосом управља пилот са земље, помоћу даљинског преноса сигнала, из возила или командне станице, и помоћу система за праћење. У случају неког прекида и квара у систему за управљање, пројектом је предвиђено да летелица, без вођења, аутономно одлети у одређени, безбедни део ваздушног простора, где ће бити избегнуте веће материјалне штете и повреда људства на земљи, при њеном паду.

#### Погон
Погонски електромотори прототипа Хелиоса се напајају са електричном енергијом, добијеном из соларне. Тај принцип је технички ограничен само при дневној светлости. На конфигурацији HP01, користе се, литијумске батерије са акумулисаном електро–енергије, која обезбеђује допунски ноћни лет, у трајању до 5 сати. У конфигурацији 03 је интегрисан допунски систем електричне енергије, у условима мрака. Са чиме се обезбеђује напајање мотора, за лет у току ноћи. Поред ове чињенице, на конфигурацији 03 је интегрисано само 10 електро–мотора, уместо 14 као на HP01. Што значи да је и мања потрошња енергије. Економичнија је потрошња, пошто је конфигурација HP03 оптимизирана за непрекидни дуг лет, у трајању од више месеци. Мотори су снаге од 1,5 kW, са двокраким елисама пречника 2 m, израђеним од композита.
По горњаци крила, распоређено је 62.120 соларних ћелија, израђених на бази силицијума и оне су 19% ефикасније од претходних. Погон је на принципу скупљања соларне енергије и њеном претварању у електричну.
Допунски извор струје је неопходан за лет ноћу, за континуални временски период од више месеци. За те услове би било претешко носити потребну количину батерија, што би озбиљно угрозило перформансе лета Хелиоса. Из тих разлога је развијен посебан електро–хемијски систем допунског извора струје, који је интегрисан у прототип Хелиос HP03, у његову главну гондолу (приказано је на слици доле). Ова технологија је веома много напредовала за погон аутомобила, а и у примени је у васионским програмима. Систем се базира на горивним ћелијама. То су галванске ћелије, са којима се производи електрична енергија из хемијских реакција, на принципу размјене протона. Основа система је комбинација водоника и кисеоника, ствара се струја, а нус продукти су вода и топлота. Систем производи струју све док се снабдева са горивом, односно водоником и кисеоником. Кисеоник се узима из атмосфере преко турбо компресора, а водоник је у спремницима испод крила од 2x188 литара (види се на горњој слици, цртежу). Овај систем је са еколошким особинама, а и поуздан је пошто је изведен са веома мало покретних делова, те нема њиховог трошења и нема кварова. Комбиновани систем напајања мотора Хелиоса HP03 је шематски приказан на слици горе, десно.

### Постигнути рекорди
Прототипом Хелиоса је 14. августа 2001. године даљински пилотирао Грег Кендал, достигавши висину лета од 96.000 метара. Дотадашњи светски рекорд је био, за стационарни лет авиона, мањи од овог резултата за 3 353 метра. Поред тога, Хелиос је летео дуже од 40 минута изнад 29.260 метара висине лета, што је исто био нови светски рекорд.

### Катастрофа
Прототип Хелиоса HP03 је доживео хаварију 26. јуна 2003. године, изнад Хавајских острва. Хаварија се десила приликом пробног лета, у функцији припреме за реализацију непрекидног лета Хелиоса, у трајању од 40 h. Хелиос је полетео мало после 10 часова по локалном времену. После 16 минута лета, Хелиос је налетео на вртложни стуб ваздуха, због чега су његова крила великоког размаха заосциловала. Пошто је престала принуда турбулентног ваздуха, те осцилације су се брзо пригушиле. Кроз тридесетак минута лета, Хелиос је опет наишао на узбуркану атмосферу. Последица тога су били велики угиби крила, са великим углом диједра. Осцилације су се продубљавале, амплитуда је расла, наступила је нестабилност структуре крила, а нестабилност лета Хелиоса. Брзина лета је, за кратко време, нарасла изнад граничне вредности, прорачунате за структуру. Уследио је велики динамички притисак и пораст оптерећења, због чега су отпале соларне плоче и оплата (кора) са крила. Коначно се распала и преостала структура. Делови су пали у море, што је илустровано на сликама десно. Јутарња временска прогноза је указивала на прихватљиве метеоролошке услове за летење Хелиоса. Било је најаве могућих зона облачности, удаљених од обале острва. Међутим, полетање је закаснило, а према предвиђању, ветар није растерао облаке и десила се та несмотреност довођења летелице у рискантне атмосферске услове.
На основу свестране анализе је закључено:
- Да је недостатак адекватних метода за анализе и прорачуне, о ризику овако осетљиве летелице на поремећаје, допринело неадекватном прилазу при доношењу критеријума за ограничавање летења Хелиоса у односу на атмосферске услове.
- Измена структуре Хелиоса, са аспекта измене њених аероеластичних карактеристика, првенствено са променом сопствене учестаности преко повећања крутости и смањења масе структуре, занемарљиво би мало допринело побољшању карактеристика одговора, на овакве спољне поремећаје. [а][15][22][23]

## Карактеристике и намена
За свих пет генерација авиона са соларним погоном, доминантне су карактерисике лета на великим висинама, у дужем временском периоду. Те две карактеристике, заједно са погоном помоћу соларне енергије, применом материјала за градњу структуре, начином управљања, применом опреме и сензора, омогућавају ефикасно летење у функцији истраживања и мерења у граничним областима атмосфере и у свим њеним слојевима, закључно са мерењем и снимањем стања и на површини земље. Са тим резултатима ће бити зачајно подржана светска наука у домену изучавања атмосферских појава, метеорологије, олујних ветрова, услова за пољопривреду и друге природне ресурсе, надзор нафтовода, комуникационих и релејних система итд.
| Летелица      | Патхфиндер                    | Патхфиндер–плус               | Центурион                     | Хелиос HP01                   | Хелиос HP03                   |
| ------------- | ----------------------------- | ----------------------------- | ----------------------------- | ----------------------------- | ----------------------------- |
| Висина        | 3,6                           | 3,6                           | 3,6                           | 3,6                           | 5,0                           |
| Тетива        | 2,4                           | 2,4                           | 2,4                           | 2,4                           | 2,4                           |
| Размах        | 29,5                          | 36,3                          | 61,8                          | 75,3                          | 75,3                          |
| Површина      | 70,8                          | 87,12                         | 148,32                        | 180,72                        | 180,72                        |
| Виткост [-]   | 12                            | 15                            | 26                            | 30,9                          | 30,9                          |
| Финеса [-]    | 18                            | 21                            | ?                             | ?                             | ?                             |
| Брзина        | ?                             | ?                             | 27–33                         | 30,6–43,5                     | 30,6–43,5                     |
| Плафон лета   | 21.802                        | 24.445                        | ?                             | 29.523                        | 19.812                        |
| Маса (празан) | ?                             | ?                             | ?                             | 600                           | ?                             |
| Макс. маса    | 252                           | 315                           | ± 862                         | 929                           | 1.052                         |
| Носивост      | 45                            | 67,5                          | 45-270                        | 329                           | ?                             |
| Мотори        | електро, сваки по 2 КС (1,5 ) | електро, сваки по 2 КС (1,5 ) | електро, сваки по 2 КС (1,5 ) | електро, сваки по 2 КС (1,5 ) | електро, сваки по 2 КС (1,5 ) |
| Број мотора   | 6                             | 8                             | 14                            | 14                            | 10                            |
| Солар. снага  | 7,5                           | 12,5                          | 31                            | ?                             | ?                             |
| Акум. снага   | Батерије                      | Батерије                      | Батерије                      | батерије                      |Li бат., горивне ћелије          |